# Productos liquénicos

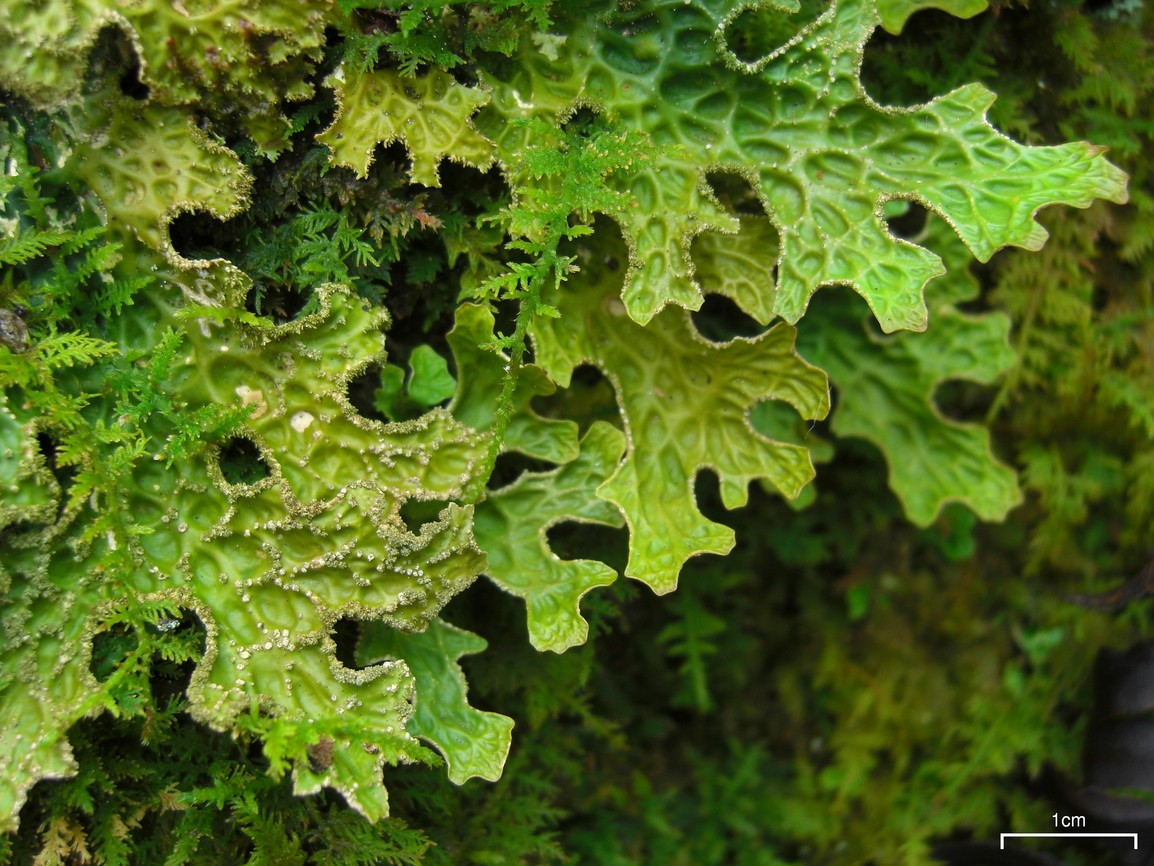
Lobaria pulmonaria, un liquen que contiene productos liquénicos como ácido estíctico y ácido girofórico.

Los productos liquénicos, también conocidos como sustancias liquénicas, son compuestos orgánicos producidos por un liquen. Son metabolitos secundarios pertenecientes a varias clases químicas diferentes, incluidos terpenoides, derivados del orcinol, cromonas, xantonas, depsidas y depsidonas. Se han descrito en la literatura científica más de 800 productos liquénicos con estructura química conocida, y la mayoría de estos compuestos se encuentran exclusivamente en los líquenes. Entre los ejemplos de productos liquénicos se incluyen el ácido úsnico (un dibenzofurano), la atranorina (un depsido), la liquexantona (una xantona), el ácido salazínico (una depsidona) y el isoliquenano, un α-glucano. Muchos productos de líquenes tienen actividad biológica y se están realizando investigaciones sobre estos efectos.

## Biosíntesis
La mayoría de los productos liquénicos se sintetizan bioquímicamente mediante la vía del acetil-polimalonilo (también conocida como vía del policétido), mientras que solo unos pocos se originan a partir de las rutas biosintéticas del mevalonato y el shikimato.

## Aparición
Los productos del liquen se acumulan en las paredes externas de las hifas de los hongos y son bastante estables. Los depósitos de cristales se pueden visualizar mediante microscopía electrónica de barrido. Por esta razón, se pueden analizar incluso ejemplares de herbario muy antiguos. La cantidad de productos en el liquen (como porcentaje del peso seco) suele estar entre el 0,1% y el 10%, aunque en algunos casos puede llegar al 30%. Generalmente se encuentran en la médula o, con menor frecuencia, en la corteza.
En 1907, alrededor de 150 productos liquénicos fueron identificados y clasificados por Wilhelm Zopf. Setenta años después, esta cifra había ascendido a 300 y en 1995 se habían identificado 850 productos liquénicos. En 2021, se habían identificado más de 1000. En la década de 1970 se desarrollaron métodos analíticos utilizando cromatografía de capa fina para la identificación rutinaria de productos de líquenes. Más recientemente, las técnicas publicadas demuestran formas de recolectar de manera más eficiente los metabolitos secundarios de muestras de líquenes.
| Clase de compuesto           | Compuesto                                         | Bioactividad | Especies de líquen                   |
| ---------------------------- | ------------------------------------------------- | ------------ | ------------------------------------ |
| Alifáticos y cicloalifáticos | Ácido D-protoliquesterínico, Ácido nefrosterínico | Anticáncer   | Ramalina almquistii Usnea longissima |

## Uso en taxonomía
Los productos liquénicos desempeñan un papel crucial en la diferenciación de los hongos liquenizados, especialmente en grupos donde las características morfológicas son menos distintas. Este enfoque se aplica especialmente en el género Lepraria, que carece de reproducción sexual y ascomas (cuerpos fructíferos), características típicamente claves para la identificación de especies. De manera similar, en géneros con estructuras más complejas, como el género crustoso Ochrolechia, y el fruticoso Cladonia, la presencia, ausencia o sustitución de productos liquénicos específicos se utiliza con frecuencia para distinguir especies. Esto cobra importancia cuando las variaciones se alinean con diferencias en la distribución geográfica.

## Referencia
1. 1 2  Ranković, Branislav (2019). Lichen Secondary Metabolites: Bioactive Properties and Pharmaceutical Potential (2nd ed edición). Springer International Publishing AG. ISBN 978-3-030-16813-1.
2. ↑  Molnár, Katalin; Farkas, Edit (1 de abril de 2010). «Current Results on Biological Activities of Lichen Secondary Metabolites: a Review». Zeitschrift für Naturforschung C (en inglés) 65 (3-4): 157-173. ISSN 1865-7125. doi:10.1515/znc-2010-3-401. Consultado el 9 de julio de 2025.
3. ↑  Stocker-Wörgötter, Elfie; Cordeiro, Lucimara Mach Cortes; Iacomini, Marcello (2013). Accumulation of Potential Pharmaceutically Relevant Lichen Metabolites in Lichens and Cultured Lichen Symbionts (en inglés) 39. Elsevier. pp. 337-380. ISBN 978-0-444-62615-8. doi:10.1016/b978-0-444-62615-8.00010-2. Consultado el 9 de julio de 2025.
4. ↑  Stocker-Wörgötter, Elfie (2008). «Metabolic diversity of lichen-forming ascomycetous fungi: culturing, polyketide and shikimatemetabolite production, and PKS genes». Nat. Prod. Rep. (en inglés) 25 (1): 188-200. ISSN 0265-0568. doi:10.1039/B606983P. Consultado el 9 de julio de 2025.
5. ↑  Culberson, Chicita F.; Elix, John A. (1989). Lichen Substances (en inglés) 1. Elsevier. pp. 509-535. ISBN 978-0-12-461011-8. doi:10.1016/b978-0-12-461011-8.50021-4. Consultado el 9 de julio de 2025.
6. ↑  Culberson, Chicita F.; Culberson, William Louis (2001-06). «Future Directions in Lichen Chemistry». The Bryologist (en inglés) 104 (2): 230-234. ISSN 0007-2745. doi:10.1639/0007-2745(2001)104[0230:FDILC]2.0.CO;2. Consultado el 9 de julio de 2025.
7. ↑  Kalra, Rishu; Conlan, Xavier A.; Goel, Mayurika (3 de agosto de 2021). «Lichen allelopathy: a new hope for limiting chemical herbicide and pesticide use». Biocontrol Science and Technology (en inglés) 31 (8): 773-796. ISSN 0958-3157. doi:10.1080/09583157.2021.1901071. Consultado el 9 de julio de 2025.
8. ↑  Komaty, Sarah; Letertre, Marine; Dang, Huyen Duong; Jungnickel, Harald; Laux, Peter; Luch, Andreas; Carrié, Daniel; Merdrignac-Conanec, Odile et al. (2016-04). «Sample preparation for an optimized extraction of localized metabolites in lichens: Application to Pseudevernia furfuracea». Talanta (en inglés) 150: 525-530. doi:10.1016/j.talanta.2015.12.081. Consultado el 9 de julio de 2025.
9. ↑  Bessadóttir, Margrét; Skúladóttir, Edda Á.; Gowan, Sharon; Eccles, Suzanne; Ómarsdóttir, Sesselja; Ögmundsdóttir, Helga M. (15 de octubre de 2014). «Effects of anti-proliferative lichen metabolite, protolichesterinic acid on fatty acid synthase, cell signalling and drug response in breast cancer cells». Phytomedicine 21 (12): 1717-1724. ISSN 0944-7113. doi:10.1016/j.phymed.2014.08.006. Consultado el 11 de julio de 2025.
10. ↑  Reddy, S. Divya; Siva, Bandi; Kumar, Katragunta; Babu, V. S. Phani; Sravanthi, Vemireddy; Boustie, Joel; Nayak, V. Lakshma; Tiwari, Ashok K et al. (18 de junio de 2019). «Comprehensive Analysis of Secondary Metabolites in Usnea longissima (Lichenized Ascomycetes, Parmeliaceae) Using UPLC-ESI-QTOF-MS/MS and Pro-Apoptotic Activity of Barbatic Acid». Molecules (en inglés) 24 (12): 2270. ISSN 1420-3049. PMC 6630668. doi:10.3390/molecules24122270. Consultado el 11 de julio de 2025.
11. ↑  Lendemer, James C. (1 de noviembre de 2011). «A taxonomic revision of the North American species of Lepraria s.l. that produce divaricatic acid, with notes on the type species of the genus L. incana». Mycologia (en inglés) 103 (6): 1216-1229. ISSN 0027-5514. doi:10.3852/11-032. Consultado el 9 de julio de 2025.
12. ↑  Kukwa, Martin (2011). The lichen genus Ochrolechia in Europe. Fundacja Rozwoju Uniwersytetu Gdańskiego. ISBN 978-83-7531-170-9.
13. ↑  Timsina, Brinda A.; Hausner, Georg; Piercey-Normore, Michele D. (2014-11). «Evolution of ketosynthase domains of polyketide synthase genes in the Cladonia chlorophaea species complex (Cladoniaceae)». Fungal Biology (en inglés) 118 (11): 896-909. doi:10.1016/j.funbio.2014.08.001. Consultado el 9 de julio de 2025.
14. ↑  Lumbsch, H. Thorsten; Leavitt, Steven D. (2011-09). «Goodbye morphology? A paradigm shift in the delimitation of species in lichenized fungi». Fungal Diversity (en inglés) 50 (1): 59-72. ISSN 1560-2745. doi:10.1007/s13225-011-0123-z. Consultado el 9 de julio de 2025.

- Datos: Q111949812